# 穆尔河畔施塔德尔
穆尔河畔施塔德尔是奥地利施蒂利亚州穆劳县的一个市镇。总面积106.73平方公里，总人口1041人，人口密度9.8人/平方公里（2005年）。